# 馬克·威廉斯 (政治人物)

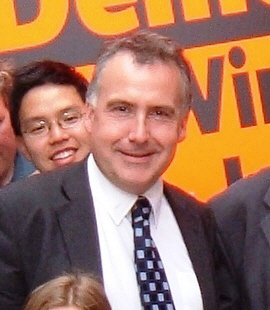

馬克·威廉姆斯（Mark Williams，1966年3月24日—）是一位威爾斯政治人物，他的黨籍是自由民主黨。他畢業於阿伯里斯特威斯大學。他曾担任中学教师。已婚並有四個孩子。自2005年開始，他擔任錫爾迪金選區選出的英國下議院議員，2016年成為自民黨於威爾斯的領袖，至2017年以104票差敗選而失去議席，隨後卸任領袖。現計劃於來屆大選中再度參選該區議員。